# Жданов, Иван Юрьевич
Ива́н Ю́рьевич Жда́нов (род. 17 августа 1988, Москва) — российский юрист, общественный и политический деятель, директор «Фонда борьбы с коррупцией», ранее также занимавший эту должность с 2018 по 2021 год; член Центрального совета незарегистрированной партии «Россия будущего». Один из ведущих YouTube-канала «Популярная политика».

## Биография

### Ранние годы
Родился 17 августа 1988 года в Москве, в семье военного.
В 2005 году поступил в Московский государственный юридический университет, который окончил в 2010 году, также был аспирантом в нём до 2013 года.

### Общественно-политическая деятельность
После практики в Федеральной антимонопольной службе и аппарате Госдумы в 2011—2013 годах занимался собственной юридической практикой, возглавлял региональное отделение политической партии «Народный Альянс» в Ненецком АО.
С 2014 года начал работу в «Фонде борьбы с коррупцией» юристом, позднее назначен руководителем юридического отдела ФБК. Имел опыт работы в Ростове-на-Дону.

#### Предвыборная кампания в Новосибирске 2015 года
В ходе предвыборной кампании в Новосибирске в 2015 году против Ивана Жданова завели уголовное дело по ст. 142 УК РФ «Фальсификация избирательных документов, документов референдума».

#### Выборы в Совет депутатов Барвихи в 2016 году
В 2016 году был зарегистрирован кандидатом (как самовыдвиженец) в Совет депутатов сельского поселения Барвихинское. В период предвыборной кампании против Ивана Жданова завели уголовное дело за уклонение от службы в армии (ч.1 ст. 328 УК РФ), а также провели обыски в его квартире. Впоследствии выборы были отменены ЦИК, представители ФБК связали отмену выборов с жалобами подаваемыми ими относительно досрочного голосования, однако Элла Памфилова заявила, что выборы отменены по абсолютно иным причинам. Жданов заявил, что отмена результатов выборов является подтверждением правоты кандидатов от «Фонда борьбы с коррупцией».

#### Президентская кампания Навального
В 2017—2018 годах участвовал в предвыборной кампании за допуск к президентским выборам Алексея Навального. Несколько раз в течение кампании был защитником в суде главы штаба Навального Леонида Волкова, которого привлекали к административной ответственности за «повторное нарушение порядка организации публичного мероприятия». Председательствовал на собрании по выдвижению Навального в кандидаты.
С марта 2017 по август 2018 года — ведущий программы «Юрфак» на YouTube-канале «Навальный LIVE».
С 19 мая 2018 по 28 марта 2019 года был секретарём Центрального совета партии «Россия будущего».
24 мая 2018 года был задержан в Москве по подозрению в нарушении правил организации или проведения митинга «Он нам не царь». Ему грозило 10 суток административного ареста. При этом Жданов 5 мая находился на согласованном митинге в Ростове-на-Дону и не писал ни одного твита об акции, за что в основном и задерживают сотрудников ФБК. Впоследствии Тверской суд Москвы оштрафовал Жданова на 20 тысяч рублей.
25 октября Иван Жданов был вновь задержан в Москве. 27 октября Симоновский суд Москвы оштрафовал главного юриста ФБК на 250 тысяч рублей за участие в онлайн-трансляции акций против повышения пенсионного возраста 9 сентября.
С декабря 2018 года назначен директором «Фонда борьбы с коррупцией». Новым руководителем юридического отдела был назначен Вячеслав Гимади.

#### Выборы Московской городской думы 2019 года
Выдвинул свою кандидатуру в депутаты Московской городской думы на выборах 2019 года по избирательному округу № 8 (Аэропорт, Войковский, Коптево, Сокол) как самовыдвиженец. Избирательный штаб кандидата возглавил координатор челябинского штаба Навального Борис Золотаревский. Команде удалось собрать около 5700 подписей (достаточное для сдачи в окружную избирательную комиссию), которые были сданы 6 июля. Сотрудники избирательной комиссии по результатам проверки 100 % заявили, что 1197 из 5700 подписей являются недействительными, что составляет 21 % от общего числа подписей при допустимых 10 % «бракованных» подписей, это является основание для снятия Жданова с предвыборной гонки. Жданов, с рядом других оппозиционных кандидатов, не согласился с результатами проверки подписей, заявил о незаконности забраковки подписей, указывая на политическую мотивированность решения с целью недопуска оппозиционных кандидатов к выборам. После этого он совместно с другими оппозиционными кандидатами участвовал в ежедневных акциях протеста, а также выступал 20 июля на митинге на проспекте Сахарова за допуск всех оппозиционных кандидатов на выборы в городскую думу. Участвовал в одиночных пикетах за допуск независимых кандидатов до выборов, за что был также задержан и отпущен без составления протокола 22 июля. В ночь на 25 июля в квартиру к Жданову с обыском пришли сотрудники полиции, которые в эту же ночь увезли его на допрос в рамках уголовного дела, возбужденного днём ранее по статье 141. 27 июля был задержан в первой половине дня до начала акции. К вечеру он и другие незарегистрированные кандидаты были отпущены. Второй раз за день был задержан полицией на Трубной площади. 29 июля суд арестовал Жданова на 15 суток, после чего, вопреки закону, отбывать арест его отвезли в другой регион — Московскую область, город Люберцы.
2 августа Мосгорсуд признал законным отказ зарегистрировать Ивана Жданова кандидатом в Мосгордуму, несмотря на то, что справка МВД противоречила соглашению ЦИК и МВД (суд решил, что соглашение носит рекомендательный характер, а раскрывать персональные данные из базы МВД нельзя), а также отказавшись рассматривать подтверждения москвичей о том, что они действительно оставляли подпись за Жданова. В ответ Жданов объявил голодовку: «У меня больше нет никаких способов и возможностей донести свою позицию. С этого дня я объявляю голодовку и отказываюсь от приёма пищи. Я больше не буду отвечать на вопросы, я отказываюсь участвовать в этом судебном заседании».
19 августа Жданов заявил: «Очевидно и стопроцентно меня не будет в бюллетене для голосования на выборах в Мосгордуму по 8-му округу (Сокол, Аэропорт, Войковский, Коптево)» и попросил всех своих сторонников в округе поддержать кандидата от оппозиции Дарью Беседину. Леонид Волков заявил, что Умное голосование также поддерживает Беседину.
6 декабря Иван Жданов был задержан за участие в митинге, прошедшем 14 июля возле здания Мосгоризбиркома. Суд назначил ему 10 суток административного ареста. 16 декабря Жданова вновь задержали на выходе из спецприёмника, но вскоре отпустили.

### Выборы в Государственную думу 2021 года
16 декабря 2019 года Иван Жданов заявил, что решил избираться в Государственную думу VIII созыва в 2021 году. Он также добавил, что принял это решение пока отбывал арест. Не смог принять участие в данной избирательной кампании и поддержал в своём округе Анастасию Брюханову.
В марте 2021 года Юрия Жданова, отца Ивана Жданова и пенсионера, задержали. 19 декабря 2021 года суд Ненецкого автономного округа приговорил его по делу о мошенничестве и служебном подлоге к трём годам условно и освободил в зале суда. 17 февраля 2022 года суд заменил условный срок на три года колонии. По словам Юрия, его преследование связано с политической деятельностью сына.

### Деятельность в эмиграции
Является одним из ведущих канала «Популярная политика» и ведущим канала «Самое важное» на YouTube.
11 июля 2022 года назначен содиректором международной антикоррупционной организации Anti-Corruption Foundation.

## Судебное преследование в России и эмиграция
22 августа 2019 года в отношении Ивана Жданова было возбуждено уголовное дело по части 2 статьи 315 УК РФ «Неисполнение приговора суда, решения суда или иного судебного акта», связанное с тем, что он «не исполняет решение суда и не удаляет из интернета фильм „Он вам не Димон“», несмотря на то, что он размещён на личном youtube-канале Навального. Ранее из-за того же фильма уголовное дело уже возбуждалось против бывшего директора ФБК Романа Рубанова. Также заведены ещё два уголовных дела — по ст. 141 УК РФ «Воспрепятствование осуществлению избирательных прав или работе избирательных комиссий», а также п. «б» ч. 4 ст. 174 УК РФ «Легализация (отмывание) денежных средств или иного имущества, приобретенных лицом в результате совершения им преступления».
После признания ФБК Мосгорсудом экстремистской организацией 9 июня 2021 года МВД России объявило 11 июня Ивана Жданова в федеральный розыск, а 18 июня — в международный розыск.
29 июня 2021 года Нагатинский суд Москвы принял заочное решение об аресте Жданова по обвинению в неисполнении решения суда. Ивана Жданова объявили в международный розыск по делу о неисполнении решения суда (ч. 2 ст. 315 УК).
В августе 2021 года против Жданова и иных лиц возбудили также уголовное дело по обвинению в «сборе средств и оказании финансовых услуг, заведомо предназначенных для финансирования экстремистской организации». При этом сообщалось, что Жданов находится за пределами России.
14 января 2022 года Росфинмониторинг внёс в список террористов и экстремистов двух соратников учредителя ФБК Алексея Навального — директора ФБК Ивана Жданова и временно исполняющего обязанности председателя партии «Россия будущего» Леонида Волкова.
2 сентября 2022 года Министерством юстиции России внесён в список физических лиц — «иностранных агентов».

## Конфликты и скандалы
8 октября 2022 года в эфир YouTube-канала «Популярная политика», который был посвящён подрыву Крымского моста и который вели Иван Жданов и Руслан Шаведдинов, был приглашён военный журналист Виктор Баранец. Во время обсуждения Жданов охарактеризовал Баранца как «предателя», указывая на тот факт, что он родился и учился в Украинской ССР, а после того, как началась перепалка и журналист был отключён от эфира, назвал его «жирной тварью», «прихлебателем», «старой тварью, которая уже ни хрена не понимает и начиталась своих книжек советских тупых», «тварью антисемитской» и «мразотой». На следующий же день фрагмент с попыткой взять комментарий у Баранца и дальнейшей руганью был вырезан из опубликованного на канале видео. Позже глава отдела расследований «Фонда борьбы с коррупцией» Мария Певчих объясняла его пропажу «абсолютно мистической ситуацией, которую так и не разгадали» и утверждала, что он якобы был вырезан из видео самим хостингом и что «решения удалять его не было».
13 февраля 2025 года Жданов в одном из видеороликов на YouTube-канале «Навальный LIVE» среди прочего вызвал на дебаты Максима Каца, потребовав также от него «перестать позориться, издеваться над своими же подписчиками и дискредитировать всю оппозицию» и назвав «подлецом». Когда Кац согласился на дебаты, и была обозначена дата их проведения, Жданов сказал, что «Максим подловил его, а он повёлся» и что не хочет «в эти дни ни о чём говорить и думать, кроме как об убийстве Алексея» (конфликт разгорелся накануне первой годовщины со дня смерти Навального), и объявил об их переносе минимум на неделю.
24 марта 2025 года дебаты состоялись на телеканале «Дождь».

### Критика конфликтного поведения
Претензии к Жданову в связи с инцидентом с Баранцом и манерой общения в социальных сетях высказывал журналист Юрий Дудь.